# Liste der Biografien/Tv
Liste der Biografien |
Portal Biografien |
Personensuche
# |
A |
B |
C |
D |
E |
F |
G |
H |
I |
J |
K |
L |
M |
N |
O |
P |
Q |
R |
S |
T |
U |
V |
W |
X |
Y |
Z |
?
 
Ta |
Tc |
Te |
Tf |
Tg |
Th |
Ti |
Tj |
Tk |
Tl |
Tm |
To |
Tq |
Tr |
Ts |
Tu |
Tv |
Tw |
Tx |
Ty |
Tz
Die Liste der Biografien führt alle Personen auf, die in der deutschsprachigen Wikipedia einen Artikel haben. Dieses ist eine Teilliste mit 38 Einträgen von Personen, deren Namen mit den Buchstaben „Tv“ beginnt.

## Tv
- TV Slim (1916–1969), US-amerikanischer Bluesmusiker

### Tva
- Tvarošková, Lenka (* 1982), slowakische Tennisspielerin

### Tve
- Tvedt, Chris (* 1954), norwegischer Jurist und Autor von Kriminalromanen
- Tvedt, Ole Erik, norwegischer Skispringer
- Tvedten, Håvard (* 1978), norwegischer Handballspieler
- Tvedten, Olaug (* 2000), norwegische Fußballspielerin
- Tveit, Aaron (* 1983), US-amerikanischer Theater- und FilmschauspielerAaron Tveit (* 1983)

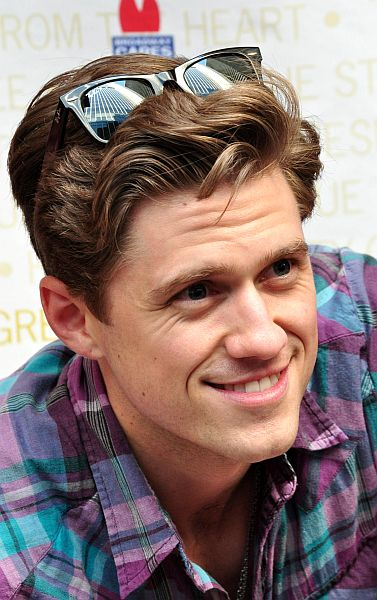
Aaron Tveit (* 1983)

- Tveit, Nora (* 2002), norwegische Radsportlerin
- Tveit, Olav Fykse (* 1960), norwegischer Theologe und Bischof, ehemaliger Generalsekretär des Ökumenischen Rates der Kirchen
- Tveit, Sigvald (1945–2019), norwegischer Komponist und Musikwissenschaftler
- Tveite, Håvard (1962–2021), norwegischer Orientierungsläufer
- Tveiten, Eirik (* 1967), norwegischer Filmregisseur, Drehbuchautor und Filmschaffender
- Tveiten, Ragnar (* 1938), norwegischer Biathlet
- Tveiten, Stein Eric (* 1961), norwegischer Skispringer
- Tveitt, Geirr (1908–1981), norwegischer Komponist und Pianist
- Tverberg, Helge (1935–2020), norwegischer Mathematiker und Hochschullehrer
- Tvergaard, Viggo (* 1943), dänischer Ingenieurwissenschaftler für Mechanik
- Tversky, Amos (1937–1996), israelischer Psychologe und Hochschullehrer
- Tversky, Jenia (1904–1964), israelische Sozialarbeiterin und Politikerin
- Țvetcov, Serghei (* 1988), rumänischer Radrennfahrer
- Tveten, Alf (1912–1997), norwegischer Segler
- Tveter, Bjørn (* 1944), norwegischer Eisschnellläufer
- Tveter, Finn (1947–2018), norwegischer Ruderer
- Tveter, Kåre (1922–2012), norwegischer Maler
- Tveter, Øyvind (* 1954), norwegischer Eisschnellläufer
- Tveter, Ryan (* 1994), US-amerikanischer Automobilrennfahrer

### Tvi
- Tviberg, Maria Therese (* 1994), norwegische Skirennläuferin
- Tvilling, Mogens (1935–2018), dänischer Radrennfahrer
- Tvinnereim, Anne Beathe (* 1974), norwegische Diplomatin und Politikerin

### Tvr
- Tvrdek, František (1920–2009), tschechischer Theaterschaffender, Puppenspieler und Erfinder des Lumineszenztheaters
- Tvrdík, Jaroslav (* 1968), tschechischer Politiker und Sportfunktionär
- Tvrdy, Christopher (* 1991), österreichischer Fußballspieler
- Tvrdý, Josef (1877–1942), tschechoslowakischer Philosoph und Hochschulprofessor
- Tvrdý, Juraj (1780–1863), slowakischer Priester und Patriot
- Tvrdy, Maja (* 1983), slowenische Badmintonspielerin
- Tvrtko I. (1338–1391), erster König von BosnienTvrtko I. (1338–1391)

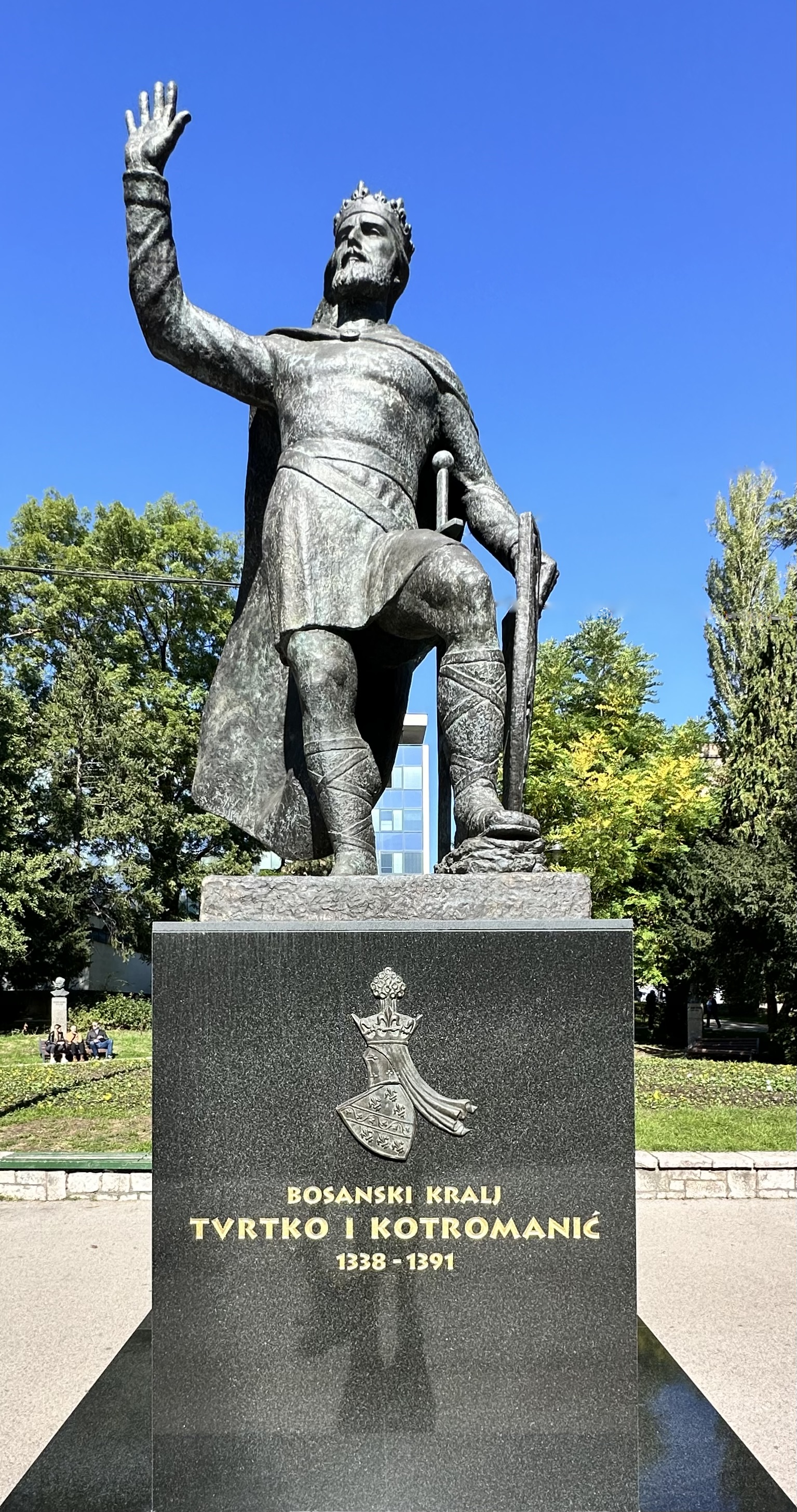
Tvrtko I. (1338–1391)

- Tvrtko II. († 1443), König Bosniens (1404–1409, 1421–1443)
- Tvrz, Zdeněk (1902–1942), tschechoslowakischer General und Widerstandskämpfer